# دوگان پنتریجین

اعداد پی-ادیک که کاراکترهای متناظرشان روی گروه دوگان پنتریجینشان انتخاب شده‌اند.

در ریاضیات، دوگان پنتریجین (به انگلیسی: Pontryagin Duality)، رابطه دوگان بین گروه‌های آبلی موضعاً فشرده‌ای است که امکان تعمیم تبدیل فوریه به تمام چنین گروه‌هایی را فراهم می‌آورد، از جمله این موارد: گروه دایره‌ای (گروه ضربی اعداد مختلط با قدر مطلق ۱)، گروه‌های آبلی متناهی (مجهز به توپولوژی گسسته)، گروه جمعی اعداد صحیح (مجهز به توپولوژی گسسته)، اعداد حقیقی و تمام فضاهای برداری متناهی-بعدی روی اعداد حقیقی یا یک میدان p-ادیک.
دوگان پنتریجین از یک گروه آبلی موضعاً فشرده، گروهی است متشکل از هم‌ریختی‌های گروهی از آن گروه به گروه دایره‌ای. قضیه دوگان پنتریجین، با بیان این حقیقت که هر گروه آبلی موضعاً فشرده، به‌طور طبیعی یکریخت با دو-دوگان (یعنی دوگانِ دوگان) خودش است، رابطه دوگان پنتریجین را بر شالوده استواری بنا می‌نهد. قضیه معکوس‌سازی فوریه، حالت خاصی از این قضیه است.
این مبحث را به نام لو پنتریجین نامگذاری کرده‌اند که بنیان‌های نظریه گروه‌های موضعاً فشرده و دوگانشان را در آثار ریاضیاتی اولیه خود طی سال ۱۹۳۴ میلادی بنا نهاد. روش برخورد پنتریجین به این مسئله بر گروه‌های فشرده یا گسستهٔ شمارای-دوم وابسته بود. این رهیافت توسط اگبرت ون کمپن در ۱۹۳۵ و آندره وی در ۱۹۴۰ جهت پوشش گروه‌های آبلی موضعاً فشرده عام ارتقاء یافت.